# Article 18 de la Charte canadienne des droits et libertés
L'article 18 de la Charte canadienne des droits et libertés est un des articles de la Charte des droits de la Constitution du Canada qui établit des droits relatifs aux deux langues officielles du Canada, l'anglais et le français. Tout comme l'article 133 de la Loi constitutionnelle de 1867, l'article 18 exige que toutes les lois et archives produits par le Parlement du Canada soient disponibles dans les deux langues officielles. L'article 133 impose une obligation semblable à la législature du Québec, ce qui est réaffirmé par l'article 21 de la Charte. L'article 18 de la Charte impose une obligation semblable à la législature du Nouveau-Brunswick ; le Nouveau-Brunswick est la seule province officielle bilingue en vertu de l'article 16 de la Charte.

## Texte
L'article 18 se lit comme suit :

« 18. (1) Les lois, les archives, les comptes rendus et les procès-verbaux du Parlement sont imprimés et publiés en français et en anglais, les deux versions des lois ayant également force de loi et celles des autres documents ayant même valeur.

(2) Les lois, les archives, les comptes rendus et les procès-verbaux de la Législature du Nouveau-Brunswick sont imprimés et publiés en français et en anglais, les deux versions des lois ayant également force de loi et celles des autres documents ayant même valeur. »

— Article 18 de la Charte canadienne des droits et libertés

## Interprétation
Dans le jugement de la Cour suprême dans l'affaire Société des Acadiens c. Association of Parents  en 1986, le juge Jean Beetz a commenté l'article 18. Il a affirmé qu'il s'agit de l'un des rares droits linguistiques dans la Charte, avec l'article 20, qui vise à promouvoir des discussions compréhensibles de tous. L'article 20 concerne les services publics, tandis que l'article 18, comme l'a noté Beetz, « prévoit le bilinguisme dans les institutions législatives. »
La Cour d'appel du Nouveau-Brunswick s'est penché sur le paragraphe 18(2), qui exige que les lois et archives de la législature provinciale soient bilingues, pour la première fois en 2001 dans l'affaire Charlesbois c. Mowat. La cour a élargi les exigences de l'article 18(2) pour inclure également les lois municipales, en se référant aux articles 16 et 16.16 de la Charte. Bien que la Cour suprême a dit dans Québec (Procureur général) c. Blaikie (no. 2) (1981) que les exigences imposées à la législature du Québec par l'article 133 de la Loi constitutionnelle de 1867 ne s'appliquent pas aux municipalités québécoises, la cour néo-brunswickoise a fait valoir que l'article 133 et la Charte sont deux législations différentes, édictées pour des raisons différentes. Selon l'arrêt R. c. Beaulac (1999), les droits de la Charte doivent être interprétés de façon plus libérale. Les droits de la Charte doivent appuyer les communautés linguistiques minoritaires. La législation fut définie comme étant des lois s'appliquant aux personnes, et les lois municipales sont comprises dans cette description. Finalement, il fut noté que les municipalités existent sous l'autorité des gouvernements provinciaux, qui sont liés en vertu de l'article 32 de la Charte. (Une affaire apparentée s'est rendue en Cour suprême sous le nom de Charlesbois c. Saint-Jean.)

## Source
- (en) Cet article est partiellement ou en totalité issu de l’article de Wikipédia en anglais intitulé « Section Eighteen of the Canadian Charter of Rights and Freedoms » (voir la liste des auteurs).